# Flavio Destro
Flavio Destro (Rivoli, 28 agosto 1962) è un allenatore di calcio ed ex calciatore italiano, di ruolo difensore.

## Biografia
È padre di Mattia, anche lui calciatore.

## Carriera

### Giocatore
Ha iniziato a muovere i passi nel calcio negli allievi e nella Primavera del Torino, per poi intraprendere l'attività professionistica in Serie C1 con Reggina e Rondinella.
Ha disputato quattro campionati di Serie A con l'Ascoli dal 1986 al 1990, totalizzando complessivamente 112 presenze e una rete in occasione del pareggio interno col Milan del 14 febbraio 1988.
Ha inoltre disputato cinque campionati di Serie B con le maglie di Catanzaro, Ascoli (con cui ha vinto il torneo 1985-1986), Pescara e Cesena, per complessive 143 presenze e 5 reti fra i cadetti.

### Allenatore
Inizia la sua carriera da allenatore nell'Eccellenza Marche, prima con il Camerino e poi con l'Urbisalviense. Dopo alcuni anni debutta nei professionisti col Montichiari nel 2007-2008 e viene esonerato dopo la partita d'andata del girone A della Lega Pro Seconda Divisione 2008-2009 contro il Pavia. Nel 2009 viene chiamato da Franco Lerda per essere il suo vice con il Crotone e poi successivamente nella stagione 2010-2011 con il Torino.
Il 17 febbraio 2014 prende il posto di Bruno Giordano e diventa il nuovo allenatore dell'Ascoli; il suo debutto avviene in casa contro il Catanzaro, partita persa 1-0; la sua prima vittoria arriva il 9 marzo in casa contro il Pisa, 2-1. Conclude il campionato al 15º posto con 24 punti. Alla fine della stagione non rinnova il contratto.
Dal 2 marzo 2016 viene chiamato a sostituire Osvaldo Jaconi sulla panchina della Fermana. In 8 partite colleziona ben 7 vittorie, facendo compiere alla squadra gialloblù una rimonta che le consente di conquistare i play off con una giornata di anticipo. Viene confermato anche per la stagione successiva dove conquista la promozione in Lega Pro con tre giornate d'anticipo sulla fine del campionato. Dopo due buone stagioni in Serie C, il 14 ottobre 2019 viene esonerato con la squadra in lotta per non retrocedere.
Il 2 novembre 2020 viene annunciato il suo ingaggio da parte del Fano in sostituzione dell'esonerato Marco Alessandrini. Il 22 marzo 2021, dopo la sconfitta con la Virtus Verona, rassegna le dimissioni, lasciando la squadra in diciottesima posizione.
Il 22 novembre 2022 viene annunciato come nuovo allenatore del Fabriano Cerreto, squadra militante nel torneo marchigiano di Eccellenza. A fine stagione, a seguito della retrocessione della squadra cartaia in Promozione, non viene confermato.

## Statistiche

### Statistiche da allenatore
Statistiche aggiornate al 22 marzo 2021.
| Stagione             | Squadra              | Campionato           | Campionato | Campionato | Campionato | Campionato | Coppe nazionali | Coppe nazionali | Coppe nazionali | Coppe nazionali | Coppe nazionali | Coppe continentali | Coppe continentali | Coppe continentali | Coppe continentali | Coppe continentali | Altre coppe | Altre coppe | Altre coppe | Altre coppe | Altre coppe | Totale | Totale | Totale | Totale | % Vittorie |
| Stagione             | Squadra              | Comp                 | G          | V          | N          | P          | Comp            | G               | V               | N               | P               | Comp               | G                  | V                  | N                  | P                  | Comp        | G           | V           | N           | P           | G      | V      | N      | P      | %          |
| -------------------- | -------------------- | -------------------- | ---------- | ---------- | ---------- | ---------- | --------------- | --------------- | --------------- | --------------- | --------------- | ------------------ | ------------------ | ------------------ | ------------------ | ------------------ | ----------- | ----------- | ----------- | ----------- | ----------- | ------ | ------ | ------ | ------ | ---------- |
| 1999-2000            | Camerino             | Ecc.                 | 30+2       | 7+2        | 14         | 9          | -               | -               | -               | -               | -               | -                  | -                  | -                  | -                  | -                  | -           | -           | -           | -           | -           | 32     | 9      | 14     | 9      | 28,13      |
| 2000-2001            | Camerino             | Ecc.                 | 30+2       | 7          | 10+2       | 13         | -               | -               | -               | -               | -               | -                  | -                  | -                  | -                  | -                  | -           | -           | -           | -           | -           | 32     | 7      | 12     | 13     | 21,88      |
| Totale Camerino      | Totale Camerino      | Totale Camerino      | 60+4       | 14+2       | 24+2       | 22         |                 | -               | -               | -               | -               |                    | -                  | -                  | -                  | -                  |             | -           | -           | -           | -           | 64     | 16     | 26     | 22     | 25,00      |
| 2001-2002            | Urbisalviense        | Ecc.                 | 30         | 13         | 12         | 5          | -               | -               | -               | -               | -               | -                  | -                  | -                  | -                  | -                  | -           | -           | -           | -           | -           | 30     | 13     | 12     | 5      | 43,33      |
| 2002-2003            | Urbisalviense        | Ecc.                 | 30         | 13         | 9          | 8          | -               | -               | -               | -               | -               | -                  | -                  | -                  | -                  | -                  | -           | -           | -           | -           | -           | 30     | 13     | 9      | 8      | 43,33      |
| Totale Urbisalviense | Totale Urbisalviense | Totale Urbisalviense | 60         | 26         | 21         | 13         |                 | -               | -               | -               | -               |                    | -                  | -                  | -                  | -                  |             | -           | -           | -           | -           | 60     | 26     | 21     | 13     | 43,33      |
| 2007-2008            | Montichiari          | D                    | 34+6       | 15+3       | 15+2       | 4+1        | CI-D            | 6               | 3               | 1               | 2               | -                  | -                  | -                  | -                  | -                  | -           | -           | -           | -           | -           | 46     | 21     | 18     | 7      | 45,65      |
| ago.-dic. 2008       | Montichiari          | 2D                   | 15         | 3          | 4          | 8          | CI-LP           | 7               | 4               | 2               | 1               | -                  | -                  | -                  | -                  | -                  | -           | -           | -           | -           | -           | 22     | 7      | 6      | 9      | 31,82      |
| Totale Montichiari   | Totale Montichiari   | Totale Montichiari   | 49+6       | 18+3       | 19+2       | 12+1       |                 | 13              | 7               | 3               | 3               |                    | -                  | -                  | -                  | -                  |             | -           | -           | -           | -           | 68     | 28     | 24     | 16     | 41,18      |
| feb.-giu. 2014       | Ascoli               | 1D                   | 10         | 4          | 0          | 6          | -               | -               | -               | -               | -               | -                  | -                  | -                  | -                  | -                  | -           | -           | -           | -           | -           | 10     | 4      | 0      | 6      | 40,00      |
| mar.-giu. 2016       | Fermana              | D                    | 8+1        | 7          | 0+1        | 1          | -               | -               | -               | -               | -               | -                  | -                  | -                  | -                  | -                  | -           | -           | -           | -           | -           | 9      | 7      | 1      | 1      | 77,78      |
| 2016-2017            | Fermana              | D                    | 32+2       | 21+1       | 6          | 5+1        | CI+CI-D         | 1+1             | 0+0             | 0+0             | 1+1             | -                  | -                  | -                  | -                  | -                  | -           | -           | -           | -           | -           | 36     | 22     | 6      | 8      | 61,11      |
| 2017-2018            | Fermana              | C                    | 34         | 8          | 14         | 12         | CI-C            | 2               | 1               | 0               | 1               | -                  | -                  | -                  | -                  | -                  | -           | -           | -           | -           | -           | 36     | 9      | 14     | 13     | 25,00      |
| 2018-2019            | Fermana              | C                    | 38+1       | 12         | 11         | 15+1       | CI-C            | 2               | 0               | 1               | 1               | -                  | -                  | -                  | -                  | -                  | -           | -           | -           | -           | -           | 41     | 12     | 12     | 17     | 29,27      |
| lug.-ott. 2019       | Fermana              | C                    | 9          | 2          | 2          | 5          | CI+CI-C         | 1+0             | 0+0             | 1+0             | 0+0             | -                  | -                  | -                  | -                  | -                  | -           | -           | -           | -           | -           | 10     | 2      | 3      | 5      | 20,00      |
| Totale Fermana       | Totale Fermana       | Totale Fermana       | 122+4      | 50+1       | 33+1       | 39+2       |                 | 6               | 1               | 2               | 3               |                    | -                  | -                  | -                  | -                  |             | -           | -           | -           | -           | 152    | 52     | 36     | 44     | 34,21      |
| nov. 2020-mar. 2021  | Fano                 | C                    | 24         | 4          | 12         | 8          | -               | -               | -               | -               | -               | -                  | -                  | -                  | -                  | -                  | -           | -           | -           | -           | -           | 24     | 4      | 12     | 8      | 16,67      |
| nov. 2022-2023       | Fabriano Cerreto     | Ecc.                 | 19         | 4          | 4          | 11         | CI-DM           | -               | -               | -               | -               | -                  | -                  | -                  | -                  | -                  | -           | -           | -           | -           | -           | 19     | 4      | 4      | 11     | 21,05      |
| Totale carriera      | Totale carriera      | Totale carriera      | 345+13     | 120+6      | 113+5      | 112+2      |                 | 19              | 8               | 5               | 6               |                    | -                  | -                  | -                  | -                  |             | -           | -           | -           | -           | 377    | 134    | 123    | 120    | 35,54      |

## Palmarès

### Giocatore

#### Competizioni nazionali
- Campionato italiano di Serie B: 1

Ascoli: 1985-1986

#### Competizioni internazionali
- Coppa Mitropa: 1

Ascoli: 1986-1987

### Allenatore

#### Competizioni interregionali
- Serie D: 1

Fermana: 2016-2017 (girone F)